# Rezonanță magnetică nucleară
Rezonanța magnetică nucleară (RMN) este un fenomen fizic bazat pe proprietățile mecanico-cuantice ale nucleelor atomice.

## Istoric
Rezonanța magnetică nucleară a fost descrisă ca fenomen și măsurată pentru prima oară în fascicule moleculare de către Isidor Isaac Rabi în anul 1938 iar în anul 1944, Rabi a primit Premiul Nobel pentru Fizică, pentru activitatea depusă în acest domeniu. În anul 1946, Felix Bloch și Edward Purcell au dezvoltat tehnica utilizării acesteia în lichide și în solide, pentru care au împărțit Premiul Nobel pentru Fizică în anul 1952..Purcell a lucrat la dezvoltarea radarului în timpul celui de-al Doilea Război Mondial la Massachusetts Institute of Technology - Laboratorul de radiație. Munca sa despre producerea și detecția undelor radio cu putere mare și despre absorbția acestora de către materie a constituit fundamentul descoperirii de către Rabi a rezonanței magnetice nucleare.
În România, acad. Ioan Ursu a dezvoltat o puternică școală de spectroscopie magnetică care se manifestă acum în toate centrele universitare și de cercetare din țară.

## Caracteristici
Trebuie specificat faptul că în RMN experimentele se realizează pe nucleele atomilor și nu pe electronii acestora, deci informația furnizată se referă la poziționarea spațială a acestor nuclee în compusul chimic studiat. Aceste nuclee au o proprietate intrinsecă numită spin, dar pentru a explica fenomenologia care se ascunde în spatele acestei tehnici trebuie ținut cont de următoarele considerente fizice:
- Orice sarcină electrică în mișcare generează în jurul său un câmp magnetic. Același lucru se întâmplă și în cazul nucleelor (sarcini electrice pozitive) când, datorită rotației în jurul propriilor axe, se generează un câmp magnetic caracterizat printr-un moment magnetic μ, proporțional și de sens opus cu spinul nucleului I. În RMN nucleele de interes sunt acele nuclee care au valoarea I=1/2 (1H, 13C, 15N, 19F, 31P)
- Dacă se așează un nucleu atomic într-un câmp magnetic extern Bo, atunci vectorul moment magnetic va putea fi paralel (I=+1/2) sau antiparalel (I=-1/2) cu direcția acestui câmp. Trebuie specificat faptul că energia sistemului antiparalel este mai mare decât energia sistemului paralel, iar această diferență este direct proporțională cu valoarea câmpului Bo (ΔE=μB/I).
- Dacă se iradiază nucleul cu un câmp de radiofrecvențe RF pe o direcție transversală câmpului constant Bo, acest câmp transportând o energie egală cu ΔE, atunci nucleul (spinul) se va excita trecând din starea de energie +1/2 în starea de energie –1/2 caracterizată prin energie mai mare.
- Deoarece în condiții naturale orice sistem fizic tinde spre o stare de energie cât mai mică, acest nucleu se va relaxa revenind la starea +1/2 și emițând un alt câmp de radiofrecvențe din ai cărui parametri (frecvență) se obțin informații despre natura nucleului (poziția în moleculă, respectiv tipul).

## Exemple practice cu imagini
În cazul investigațiilor medicale folosind RMN-ul/RMNI, corpul pacientului este așezat pe o masă orizontală de-a lungul unui câmp magnetic foarte puternic (Bo), iar cu ajutorul unor bobine se aplică un alt câmp de radiofrecvență (RF) care ulterior (imediat după trecerea prin corp) este înregistrat. După cum s-a specificat mai sus, din analiza acestui semnal se obțin informații despre structura chimică cât și anatomia corpului studiat.